# Anydrophila distincta
Anydrophila distincta är en fjärilsart som beskrevs av Brandt 1939. Anydrophila distincta ingår i släktet Anydrophila och familjen nattflyn. Inga underarter finns listade i Catalogue of Life.